# Euphyia chalusata
Euphyia chalusata är en fjärilsart som beskrevs av Edward P. Wiltshire 1970. Euphyia chalusata ingår i släktet Euphyia och familjen mätare. Inga underarter finns listade i Catalogue of Life.